# 馬英図
馬英図(ば　えいと、1898年 - 1956年)は、劈掛拳・開門八極拳の武術家。
中国河北省滄州孟村出身。回族。
6歳の幼少より父馬捷元から家伝の八極拳や六合大槍などの武術を学んだ。8歳の時、祖父の呉世軻(開門八極拳)と兄の馬鳳図の命より羅瞳に出向き、羅瞳八極の宗家、張景星に張家の八極拳と六合大槍を学ぶこととなった。
呉家は回族、張家は漢族であり、源を同じくする八極拳であるが、民族性を反映し独特の発展を遂げていた。呉家では漢族の八極拳を知るために、あえて馬英図を当時の羅瞳の代表的人物　張景星に拝師させたのである。張景星はもともと馬鳳図と親交があった。
馬英図は張家の八極拳と六合大槍の全伝を伝授され、張玉衛、李書文、韓化臣とともに羅瞳四傑の一人とされた。
民国初年(1912年)に天津で兄の馬鳳図と共に「中華武士会」を設立した。
1914年より兄馬鳳図と共に中国東北地方に赴いた。その間、兄より通備劈掛拳、開門八極拳を学んだ。
数年後、東北より戻った兄弟は、西北軍軍閥総司令である馮玉祥将軍と出会い、西北軍に参入する。馬英図は西北軍の武術総教官となった。
第二次奉直戦争中の1925年、馬英図は天津攻略の戦闘において軍功を立てた。この時、馬英図は大刀隊と呼ばれる100名強の部隊を編成し、全員に苗刀とモーゼル拳銃を持たせて、夜間、敵陣に攻め入り、めざましい戦果をあげた。
1928年、南京中央国術館での「第一回全国国術考試」で３部門において優勝し、その後南京中央国術館の第二科科長に着任した。
身長184センチ、体重80キログラムの巨漢で、南京中央国術館の教師の中でも実力は随一と見なされ、数多くの武勇伝を残した。
1956年、甘粛省で亡くなった。